# Cité romaine du Magdalensberg
La cité romaine du Magdalensberg est un établissement norique du Ier siècle av. J.-C. au milieu du Ier siècle apr. J.-C., situé sur les pentes et le plateau sommital du Magdalensberg, en Carinthie, Autriche.
Cette cité était un point commercial important, pour le fer norique. La colonie a été abandonnée après la construction de la ville romaine voisine de Virunum, après une période de colonisation d'environ 90 ans.
La découverte la plus connue en ce lieu est la statue de bronze du Jeune homme du Magdalensberg.

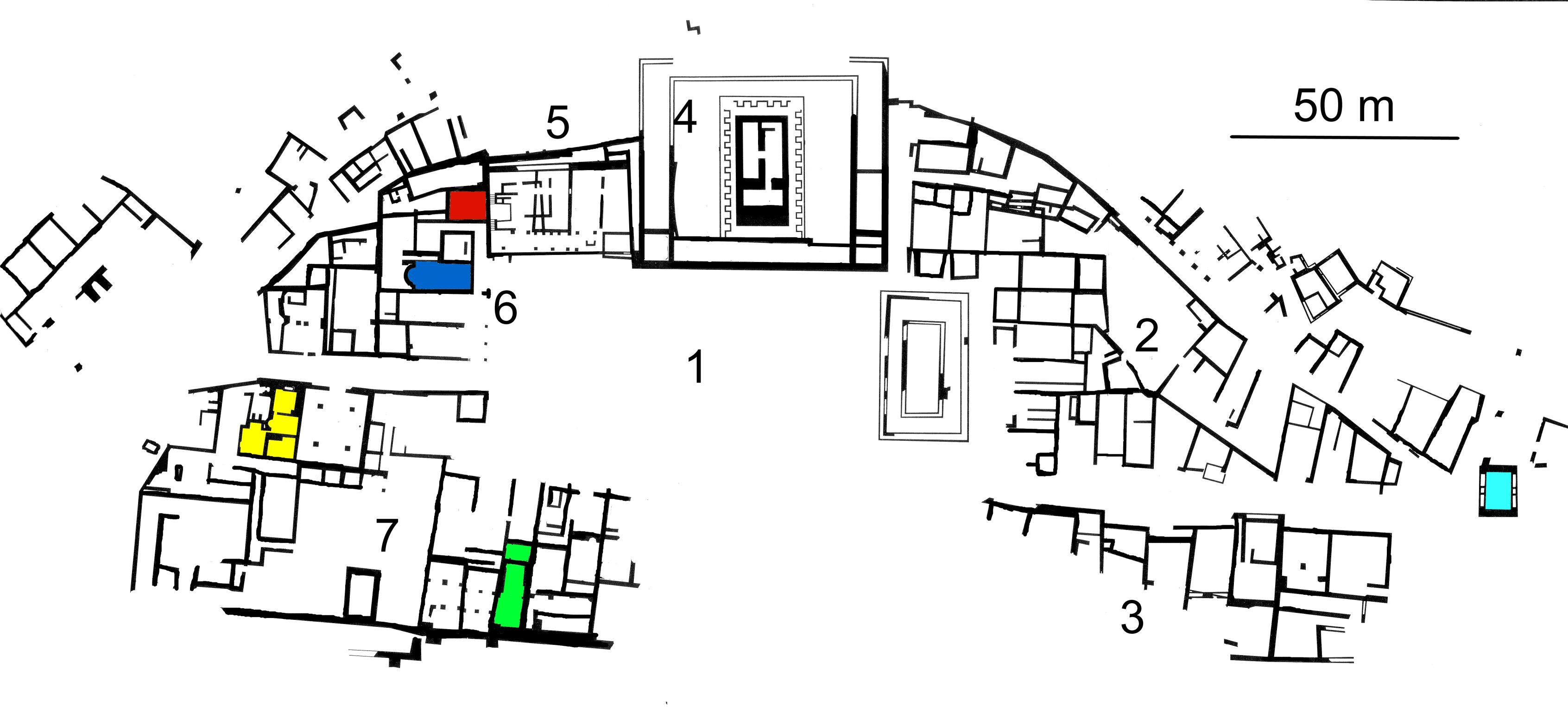
Plan des établissements marchands et du forum : 1. Forum ; 2. Quartier des ateliers ; 3. Bâtiments sud ; 4. Temple ; 5. Praetorium ; 6. Maison de représentation ; 7. Bains, maisons en terrasse et fonderie d'or impériale. Rouge = Bâtiment K ; Bleu = Bâtiment A ; Jaune = Bains ; Vert = Fonderie ; Turquoise = Porte de ville.
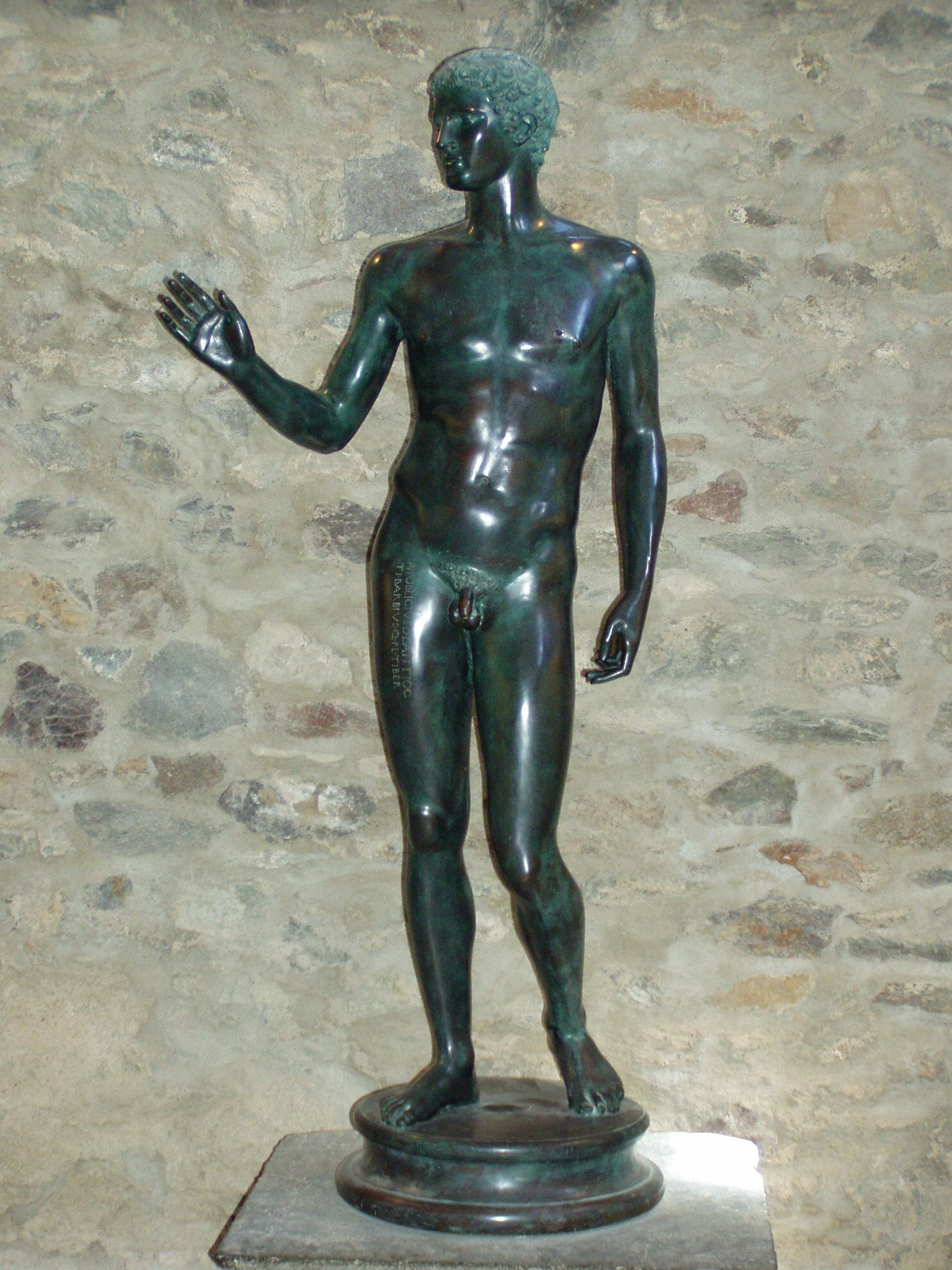
Jeune homme du Magdalensberg, copie du Musée régional de Carinthie (de).